# Jan Apol
Johan Peter Hendrik Apol (geboren am 12. März 1874 in Leiden; gestorben am 5. März 1945 in Den Haag) war ein niederländischer Maler, Zeichner, Bildhauer und Schriftsteller.

## Leben
Apol war der Sohn von Johannes Adrianus Cornelis Apol, Offizier der Infanterie, und Elisabeth Hendrina Landrij. Er lernte bei seinem Onkel Louis Apol zeichnen und besuchte für kurze Zeit Kurse an der Koninklijke Academie voor Schone Kunsten van Antwerpen (1897) und der Koninklijke Academie van Beeldende Kunsten in Den Haag (1898).
Apol kombinierte zu Beginn seine Künstlertätigkeit mit dem Schreiben. Sein Roman Phaeton en de dwaas (1901) und der Bündel De Gouden Poort (1903), beide mit Umschlagentwürfen von C.A. Lion Cachet, wurden jedoch nicht positiv aufgenommen. Er verlegte sich auf das Zeichnen und Malen von häufig religiösen und literarischen Themen. Apol wohnte in Florenz (1902–1904), Brüssel und ab 1912 wieder in Den Haag. Nach dem Ersten Weltkrieg wurde er als Bildhauer tätig; er fertigte Büsten und Tierfiguren aus Bronze und Stein. Er war einige Jahre Mitglied bei Arti et Amicitiae (1917–1923), aber beteiligte sich nicht an Ausstellungen und stellte seine Werke auch nur selten außerhalb von Arti aus.
Apol verstarb kurz vor seinem 71. Geburtstag und wurde auf dem Friedhof Oud Eik en Duinen in Den Haag begraben.

## Schriften
- 1901 Phaëton en de dwaas : een weg tot het leven. Valkhoff, Amersfoort.
- 1903 De gouden poort: Radboud. Epimetheus. Het boek Jazion. C.A.J. van Dishoeck, Bussum.